# Courlans

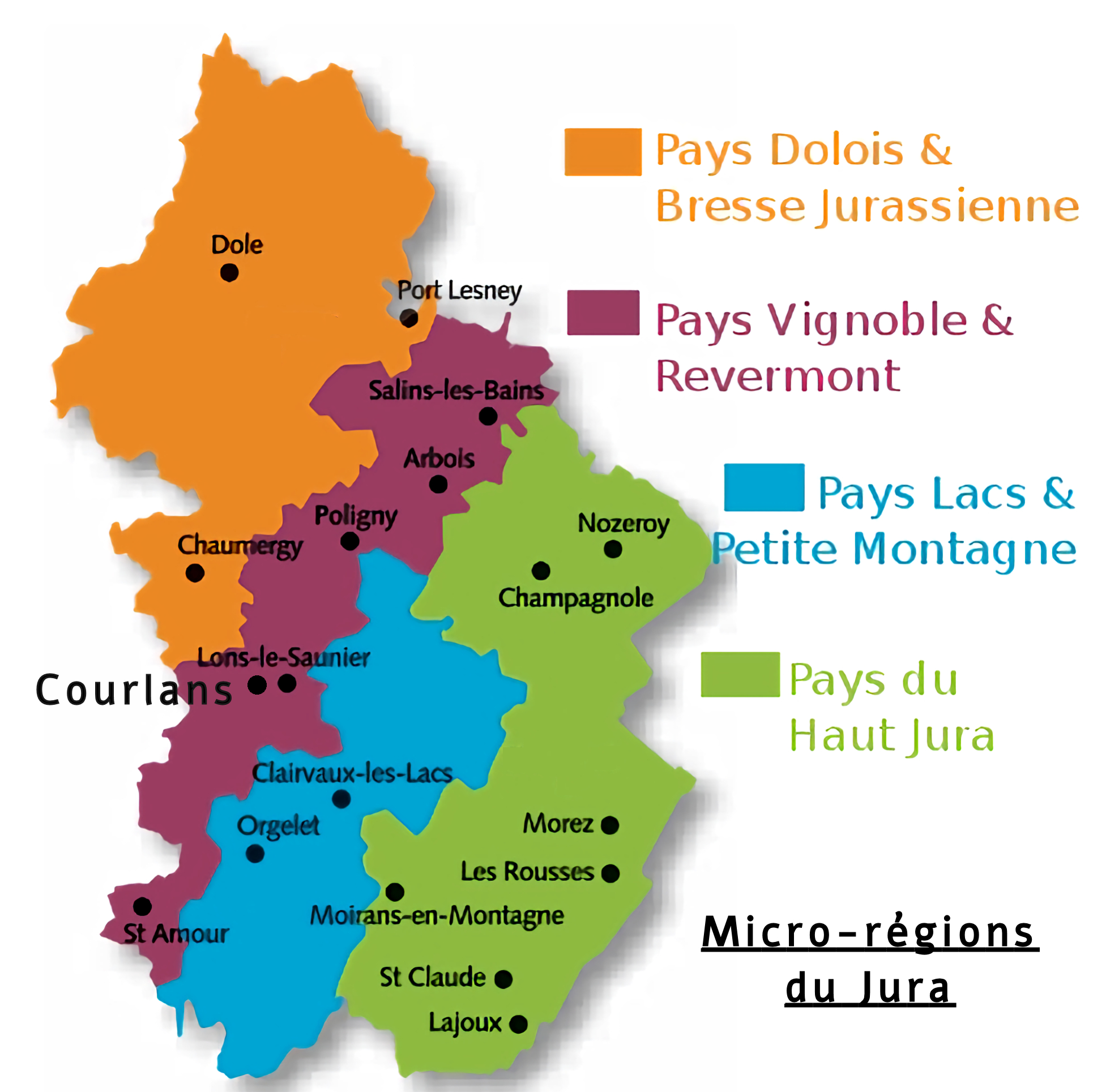
Courlans dans le Jura

Courlans est une commune française située dans le département du Jura, classée dans la microrégion « Pays vignoble et Revermont », dans la région culturelle et historique de Franche-Comté et la région administrative Bourgogne-Franche-Comté.

## Géographie

### Situation
Cette commune est dans la banlieue Ouest de Lons-le-Saunier en direction de Louhans et Chalon-sur-Saône. Elle se situe à la frontière de la Bresse jurassienne et Pays dolois (peu de relief) et la Petite Montagne du Jura.

### Hydrographie
La commune est traversée par la rivière de la Vallière.

### Climat
Pour des articles plus généraux, voir Climat de la Bourgogne-Franche-Comté et Climat du département du Jura.
En 2010, le climat de la commune est de type climat des marges montargnardes, selon une étude du Centre national de la recherche scientifique s'appuyant sur une série de données couvrant la période 1971-2000. En 2020, Météo-France publie une typologie des climats de la France métropolitaine dans laquelle la commune est exposée à un climat semi-continental et est dans la région climatique Jura, caractérisée par une forte pluviométrie en toutes saisons (1 000 à 1 500 mm/an), des hivers rigoureux et un ensoleillement médiocre.
Pour la période 1971-2000, la température annuelle moyenne est de 10,9 °C, avec une amplitude thermique annuelle de 17,4 °C. Le cumul annuel moyen de précipitations est de 1 170 mm, avec 12,5 jours de précipitations en janvier et 8,6 jours en juillet. Pour la période 1991-2020, la température moyenne annuelle observée sur la station météorologique de Météo-France la plus proche, « Lons le Saunier », sur la commune de Montmorot à 3 km à vol d'oiseau, est de 11,8 °C et le cumul annuel moyen de précipitations est de 1 147,4 mm. 
La température maximale relevée sur cette station est de 39,8 °C, atteinte le 12 août 2003 ; la température minimale est de −19,6 °C, atteinte le 9 janvier 1985,,.
Les paramètres climatiques de la commune ont été estimés pour le milieu du siècle (2041-2070) selon différents scénarios d'émission de gaz à effet de serre à partir des nouvelles projections climatiques de référence DRIAS-2020. Ils sont consultables sur un site dédié publié par Météo-France en novembre 2022.

## Urbanisme

### Typologie
Au 1er janvier 2024, Courlans est catégorisée bourg rural, selon la nouvelle grille communale de densité à sept niveaux définie par l'Insee en 2022.
Elle est située hors unité urbaine. Par ailleurs la commune fait partie de l'aire d'attraction de Lons-le-Saunier, dont elle est une commune de la couronne,. Cette aire, qui regroupe 139 communes, est catégorisée dans les aires de 50 000 à moins de 200 000 habitants,.

### Occupation des sols
L'occupation des sols de la commune, telle qu'elle ressort de la base de données européenne d’occupation biophysique des sols Corine Land Cover (CLC), est marquée par l'importance des territoires agricoles (74,6 % en 2018), en diminution par rapport à 1990 (78,1 %). La répartition détaillée en 2018 est la suivante : 
prairies (66,6 %), zones urbanisées (15,2 %), forêts (10,2 %), terres arables (8 %). L'évolution de l’occupation des sols de la commune et de ses infrastructures peut être observée sur les différentes représentations cartographiques du territoire : la carte de Cassini (XVIIIe siècle), la carte d'état-major (1820-1866) et les cartes ou photos aériennes de l'IGN pour la période actuelle (1950 à aujourd'hui).

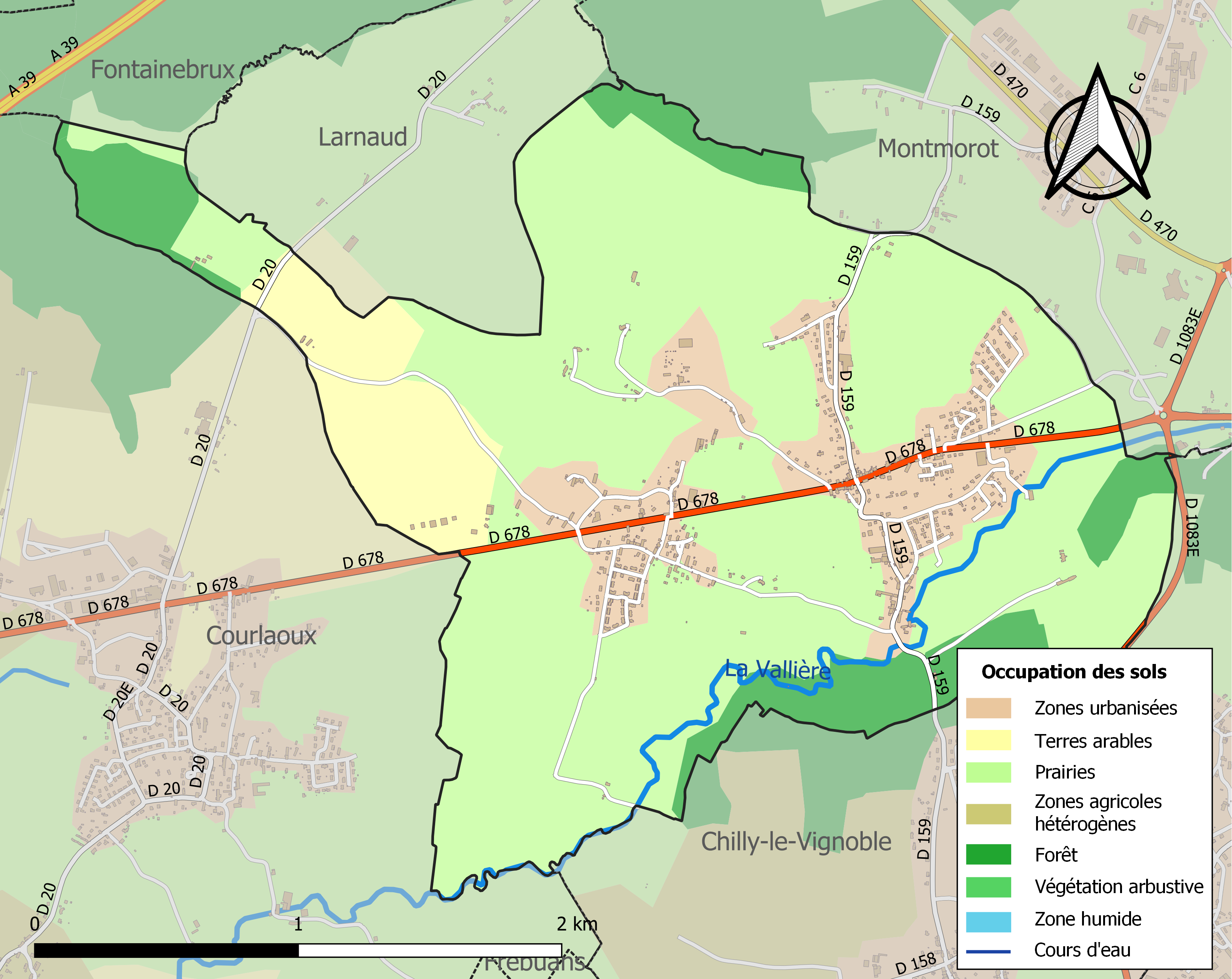
Carte des infrastructures et de l'occupation des sols de la commune en 2018 (CLC).

## Économie
Plusieurs commerces et entreprises se situent à Courlans. On peut citer : un bureau de tabac/épicerie, un restaurant, une boulangerie, une pépinière, un hôtel restaurant 4*, un magasin de matériel d'équitation, une vitrerie, une entreprise de construction...

## Politique et administration

### Tendances politiques et résultats

#### Élections présidentielles
Le village de Courlans place en tête à l'issue du premier tour de l'élection présidentielle française de 2017, Marine Le Pen (RN) avec 27,59 % des suffrages. Mais lors du second tour, Emmanuel Macron (LaREM) est en tête avec 56,76 %.

#### Élections régionales
Le village de Courlans place la liste "Notre Région Par Cœur" menée par Marie-Guite Dufay, présidente sortante (PS) en tête, dès le 1er tour des élections régionales de 2021 en Bourgogne-Franche-Comté, avec 40.00 % des suffrages. Lors du second tour, les habitants décideront de placer de nouveau la liste de "Notre Région Par Cœur" menée par Marie-Guite Dufay, présidente sortante (PS) en tête, avec cette fois-ci, près de 55,12 % des suffrages. Loin devant les autres listes menées par Julien Odoul (RN) en seconde position avec 21,95 %, Gilles Platret (LR) , troisième avec 16.59 % et en dernière position celle de Denis Thuriot (LaREM) avec 6,34 %. Il est important de souligner une abstention record lors de ces élections qui n'ont pas épargné le village de Courlans avec lors du premier tour 73,64 % d'abstention et au second, 71,28 %.

#### Élections départementales
Le village de Courlans faisant partie du Canton de Lons-le-Saunier-1 place le binôme de Christophe Bois (DVD) et Céline Trossat (DVD), en tête, dès le 1er tour des élections départementales de 2021 dans le Jura, avec 43.62 % des suffrages. Lors du second tour, les habitants décideront de placer de nouveau le binôme de Christophe Bois (DVD) et Céline Trossat (DVD), en tête, avec cette fois-ci, près de 53,50 % des suffrages. Devant l'autre binôme menée par Thomas Barthelet (DVG) et de Christelle Plathey (DVG) qui obtient 46,50 %. Cependant, il s'agit du binôme Thomas Barthelet (DVG) et de Christelle Plathey (DVG) qui est élu, une fois les résultats centralisés. Il est important de souligner une abstention record lors de ces élections qui n'ont pas épargné le village de Courlans avec lors du premier tour 73,64 % d'abstention et au second, 71,14 %.

### Liste des Maires de Courlans
| Période   | Période   | Identité         | Étiquette | Qualité         |
| --------- | --------- | ---------------- | --------- | --------------- |
| mars 2001 | mars 2008 | Daniel Pourcelot |           |                 |
| mars 2008 | En cours  | Alain Pattingre  | DVD       | Cadre supérieur |

## Démographie
L'évolution du nombre d'habitants est connue à travers les recensements de la population effectués dans la commune depuis 1793. Pour les communes de moins de 10 000 habitants, une enquête de recensement portant sur toute la population est réalisée tous les cinq ans, les populations de référence des années intermédiaires étant quant à elles estimées par interpolation ou extrapolation. Pour la commune, le premier recensement exhaustif entrant dans le cadre du nouveau dispositif a été réalisé en 2008.

En 2022, la commune comptait 922 habitants, en évolution de −0,86 % par rapport à 2016 (Jura : −0,81 %, France hors Mayotte : +2,11 %).
| 1793 | 1800 | 1806 | 1821 | 1831 | 1836 | 1841 | 1846 | 1851 |
| ---- | ---- | ---- | ---- | ---- | ---- | ---- | ---- | ---- |
| 366  | 438  | 393  | 403  | 394  | 468  | 471  | 450  | 463  |

| 1856 | 1861 | 1866 | 1872 | 1876 | 1881 | 1886 | 1891 | 1896 |
| ---- | ---- | ---- | ---- | ---- | ---- | ---- | ---- | ---- |
| 456  | 416  | 451  | 474  | 450  | 445  | 458  | 401  | 403  |

| 1901 | 1906 | 1911 | 1921 | 1926 | 1931 | 1936 | 1946 | 1954 |
| ---- | ---- | ---- | ---- | ---- | ---- | ---- | ---- | ---- |
| 406  | 382  | 381  | 348  | 322  | 324  | 346  | 368  | 380  |

| 1962 | 1968 | 1975 | 1982 | 1990 | 1999 | 2006 | 2008 | 2013 |
| ---- | ---- | ---- | ---- | ---- | ---- | ---- | ---- | ---- |
| 409  | 412  | 446  | 646  | 640  | 737  | 927  | 985  | 954  |

| 2018 | 2022 | - | - | - | - | - | - | - |
| ---- | ---- | - | - | - | - | - | - | - |
| 923  | 922  | - | - | - | - | - | - | - |

## Culture locale et patrimoine

### Lieux et monuments

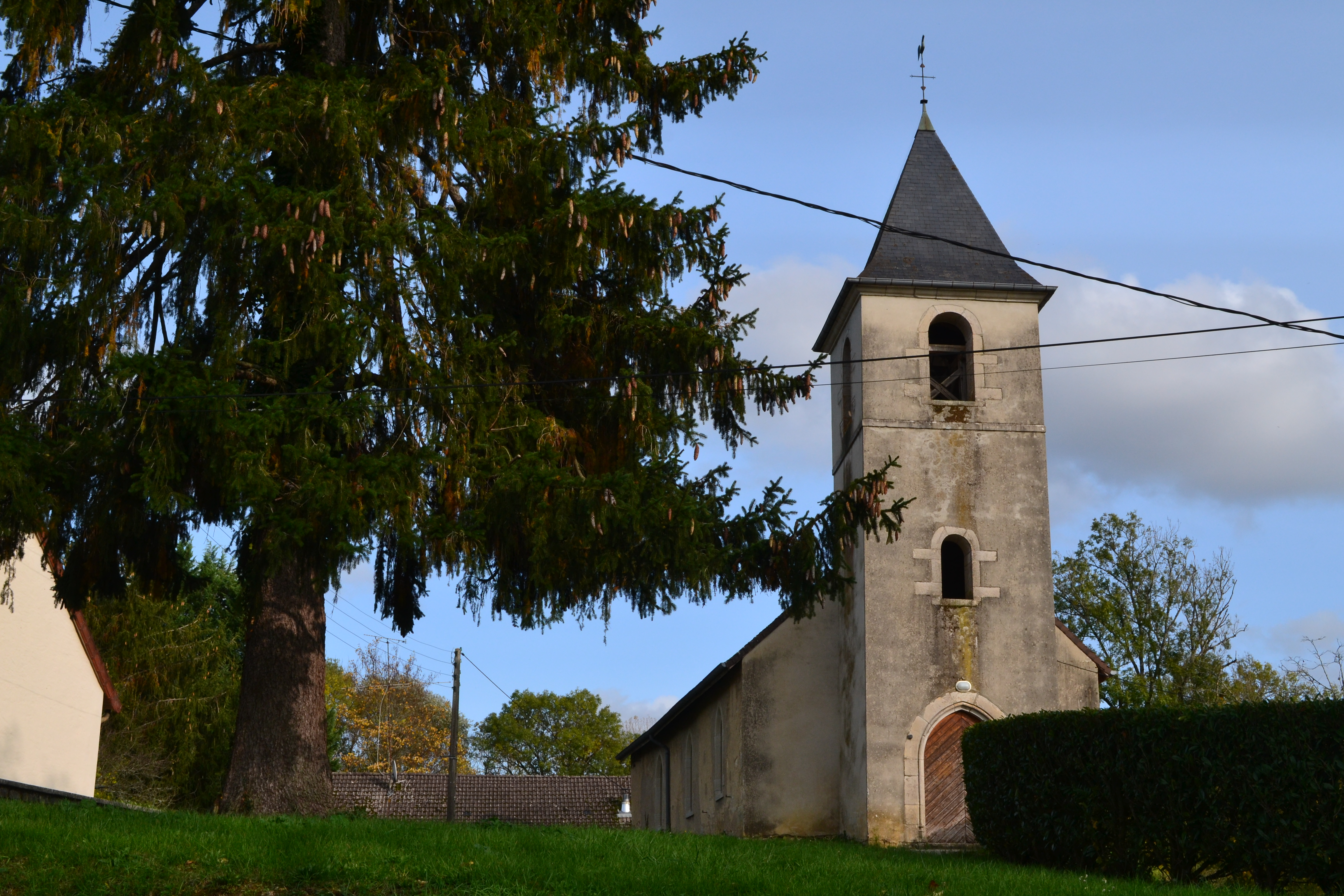
Vue extérieure de l'église de Courlans

- Vue extérieure de l'église de CourlansÉglise Saint-Didier (XVIIe – XIXe siècles), inscrite à l'IGPC depuis 1983[20] ;

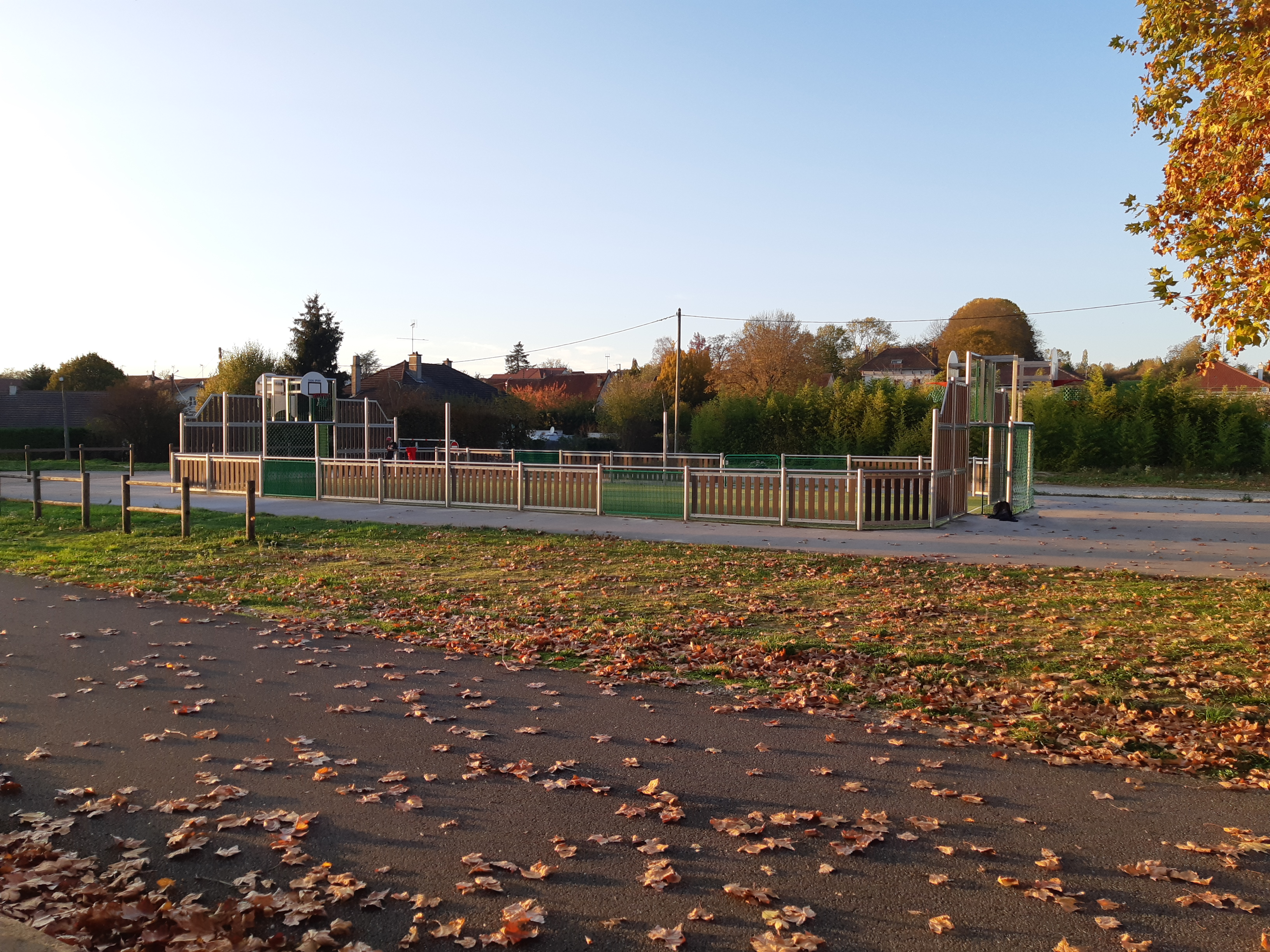

- Château (XVIIIe siècle), au lieu-dit « la Valbonne et Culée », inscrit à l'IGPC depuis 1983[21] ;
- Fermes (XVIIIe – XIXe siècles), inscrites à l'IGPC depuis 1983[22] ;
- Moulin (XIXe siècle), Rue du Château, inscrit à l'IGPC depuis 1996[23] ;
- Tuilerie (XIXe – XXe siècles), Impasse Tuilerie, inscrite à l'IGPC depuis 1996[24] ;
- Aérodrome de Lons-le-Saunier-Courlaoux-Courlans (XXe siècle), situé en partie sur la commune. Il est géré par la Chambre de commerce et d'industrie du Jura.

### Accueil et hébergement
l'Odcvl  société coopérative française créée en 1939, qui commercialise principalement des séjours de vacances en France et à travers le monde pour groupes et familles, dispose d'un centre équestre nommé "la jument verte " dans la commune .

### Personnalités liées à la commune
- Flavien-Emmanuel Chabanne, peintre-graveur, y est mort en 1864.
- Emmanuel Vauchez, proche de Jean Macé, secrétaire général du Cercle Parisien, et auteur de nombreux manuels d'instruction publique, né à Courlans en 1836.

### Héraldique
| Blason de Courlans | Blason  | D'or à la fasce de gueules accompagnée en chef d'une aigle contournée du même en vol. Devise / CriQuietus amnis « Le fleuve tranquille » |
| Blason de Courlans | Détails | Adopté par la municipalité. |